# Borotová
Borotová este o arie protejată (arie specială de conservare — SAC, sit de importanță comunitară — SCI) din Slovacia întinsă pe o suprafață de 1,23 ha, integral pe uscat.

## Localizare
Centrul sitului Borotová este situat la coordonatele 48°49′48″N 17°38′41″E / 48.83°N 17.644722°E.

## Înființare
Situl Borotová a fost declarat sit de importanță comunitară în octombrie 2011 pentru a proteja 10 specii de animale. Situl a fost protejat și ca arie specială de conservare în august 2011.

## Biodiversitate
Situată în ecoregiunea alpină, aria protejată conține 4 habitate naturale: Izvoare petrifiante cu formare de travertin (Cratoneurion), Fânețe de joasă altitudine (Alopecurus pratensis, Sanguisorba officinalis), Mlaștini alcaline, Liziere de ierburi înalte hidrofile de câmpie și de nivel montan până la alpin.
La baza desemnării sitului se află mai multe specii protejate:
- păsări (6): florinte (Carduelis chloris), cristeiul de câmp (Crex crex), cuc (Cuculus canorus), presură galbenă (Emberiza citrinella), codobatură de munte (Motacilla cinerea), sturz-cântător (Turdus philomelos)
- amfibieni (1): izvoraș-cu-burta-galbenă (Bombina variegata)
- nevertebrate (3): fluturele purpuriu (Lycaena dispar), Maculinea teleius, Vertigo angustior

Pe lângă speciile protejate, pe teritoriul sitului au mai fost identificate 3 specii de plante, 1 specie de mamifere, 2 specii de nevertebrate, 2 specii de reptile.